# Contea di Twin Falls
La contea di Twin Falls (in inglese Twin Falls County) è una contea dello Stato dell'Idaho, negli Stati Uniti. La popolazione al censimento del 2000 era di 64 284 abitanti. Il capoluogo di contea è Twin Falls.

## Geografia
La contea si trova nel sud-ovest dello Stato, al confine con il Nevada. Il fiume principale è il fiume Snake, che forma il confine nord. Il fiume forma un canyon profondo e diverse cascate, tra cui le cascate Shoshone.

### Contee confinanti
- Contea di Gooding - nord
- Contea di Jerome - nord
- Contea di Cassia - est
- Contea di Elko (Nevada) - sud
- Contea di Owyhee - ovest
- Contea di Elmore - nord-ovest

## Storia
La contea fu istituita nel 1907 e fu chiamata come le omonime cascate sul fiume Snake.

## Comuni

### Cities
- Buhl
- Castleford
- Filer
- Hansen
- Hollister
- Kimberly
- Murtaugh
- Twin Falls (capoluogo)